# 林九娘墓
林九娘墓，是位于福建省福州市罗源县飞竹镇西洋宫左上方70米的一个元代古墓葬，2007年入选第五批罗源县文物保护单位。
林九娘墓始建于唐朝时期，墓主林九娘本名林淑靖，因唐贞元六年（790年）陈靖姑祈雨殉难而悲恸绝食而死，乡人怀念她做了很多为当地有益的事，将她葬在西洋灵蛇山腹下，并在墓边立庙奉林九娘为神而祭祀她。元朝至治元年（1321年），该庙住庵林德福重修墓地，1997年西洋新宫重建后墓也得以重修，整体为石砌八角形，直径3米，墓面宽12.20米，深13.30米，总面积162.26平方米。